# تپه گورستان قره تپه
تپه قبرستان قره تپه مربوط به هزاره اول قبل از میلاد است و در شهرستان نمین، بخش آبی بیگلو، روستای قره تپه واقع شده و این اثر در تاریخ ۱۰ دی ۱۳۸۱ با شمارهٔ ثبت ۶۶۸۹ به‌عنوان یکی از آثار ملی ایران به ثبت رسیده است.